# Институт по математика и информатика
Институт по математика и информатика (ИМИ) при Българска академия на науките е научноизследователски институт за фундаментални и приложни изследвания и подготовка на висококвалифицирани кадри в областта на математиката и информатиката.

## История
За рождена дата на ИМИ се приема 27.10.1947 г. На този ден Управителният съвет на БАН приема план за научната дейност през 1947/1948 г., който полага основите за откриването на научноизследователски институти по отделни научни направления, в това число Математически институт.
През 1949 г. е учреден Математически институт (МИ) при физико-математическия клон на Академията и за негов ръководител е определен акад. Любомир Чакалов.
През 1961 г. МИ се преименува в Математически институт с изчислителен център (МИ с ИЦ), през 1972 г. – в Институт по математика и механика с изчислителен център (ИММ с ИЦ), през 1994 г. – в Институт по математика (ИМ). Сегашното име – Институт по математика и информатика датира от 1995 г.
Сред важните дати в развитието на ИМИ са:
- През 1961 г. в МИ се създава първият в България изчислителен център.
- В периода 1962 – 1964 г. се създава първият български компютър Витоша.
- През 1965 г. се създава първият електронен калкулатор Елка-6521.
- През 1966 г. водещи специалисти от МИ с ИЦ полагат основите на Централния институт по изчислителна техника (ЦИИТ).
- През 1971 г. МИ с ИЦ и Математическият факултет на Софийския университет се интегрират в Единен център за наука и подготовка на кадри по математика и механика (ЕЦНПКММ), преименувани като Институт по математика и механика и Факултет по математика и механика. Единният център просъществува до 1988 г. Директор на ЕЦ е акад. Л. Илиев.
- През 1977 г. от ИММ с ИЦ се отделя Институт по механика и биомеханика.
- Сътрудници на ИМ с ИЦ са основно ядро в създадения през 1984 г. Координационен център по информатика и изчислителна техника (по-късно преименуван в Институт по паралелна обработка на информацията – днес в рамките на Института по информационни и комуникационни технологии).
- През 2000 г. ИМИ учредява Ученически институт по математика и информатика съвместно с фондация „Св. св. Кирил и Методий“, фондация „Еврика“ и Съюза на математиците в България.

## Директори на института
- .1947 – 1950 Акад. Любомир Чакалов
- 1951 – 1963 Акад. Никола Обрешков
- 1964 – 1988 Акад. Любомир Илиев
- 1988 – 1993 Акад. Петър Кендеров
- 1993 – 1999 Проф. Николай Янев
- 1999 – 2012 Акад. Стефан Додунеков
- 2013 – 2016 Чл.-кор./Акад. Юлиан Ревалски
- 2017 - 2021 Акад. Веселин Дренски
- 2021 - Проф. Петър Бойваленков

## Научни области
В съответствие с европейските приоритети и научноизследователски програми, както и със световните тенденции за развитие на математиката и информатиката, ИМИ-БАН извършва научни и научно-приложни изследвания в областта на:
Математически структури: 
- дискретни математически структури и приложения,
- диференциални уравнения,
- анализ, геометрия и топология;

Математическо моделиране: 
- стохастика,
- изследване на операциите,
- числени методи и научни изчисления,
- теория на апроксимациите
- основи на математическите модели;

Математическа информатика: 
- математически основи на информатиката,
- математическа лингвистика и обработка на знания,
- моделиране на софтуерни, когнитивни и информационни процеси;

Моделиране на процеси в сферата на образованието по математика и информатика.
Важна част от политиката на ИМИ е участие в образователните програми по математика и информатика като осигурява обучението на магистри и докторанти, изявени ученици (в това число подготовка на националните отбори по математика, информатика и математическа лингвистика), преквалификация на учители, подготовка на студенти и докторанти за научна работа.
В института действат над 10 постоянни научни семинара. От ИМИ или със съдействието на Института се издават 5 научни и научно-методически списания.
Поддържа се богата библиотека, която е сред най-добрите в Югоизточна Европа в областта на математическите науки.
Ежегодно ИМИ участва активно в голям брой проекти на национално, регионално и международно ниво.
Всяка година Институтът посреща над 200 известни чуждестранни учени, организира над 10 научни конференции, семинари, школи.